# Ray Teal
Ray Teal (* 12. Januar 1902 in Grand Rapids, Michigan; † 2. April 1976 in Santa Monica, Kalifornien) war ein US-amerikanischer Schauspieler. Im Laufe seiner langen Karriere war er in über 200 Filmen zu sehen. Bekannt wurde er in den 1960er-Jahren durch seine Rolle als Sheriff Roy Coffee in der Westernserie Bonanza.

## Leben
Ray Teal fiel bereits im College als begabter Saxophonspieler auf. Er arbeitete nach dem Studium zunächst als Bandleader im Musikgeschäft. 1937 wandte sich Teal der Schauspielerei zu, nachdem er in dem Film Sweetheart of the Navy einen Bandleader gespielt hatte. Meist musste sich der Charakterdarsteller in den folgenden Jahrzehnten mit kleinen Auftritten begnügen, nur gelegentlich übernahm er auch größere Nebenrollen. Dennoch war er mit über 200 Filmen – vor allem Western – ein vielbeschäftigter Darsteller, der besonders häufig Autoritätsfiguren wie Polizisten oder Offiziere verkörperte. Teal verstand sich auf boshafte und harte Figuren, etwa als Antisemit in William Wylers oscarprämiertem Drama Die besten Jahre unseres Lebens (1946) neben Dana Andrews sowie als gieriger Barmann in Der Wilde (1953) an der Seite von Marlon Brando. Eine wichtige Rolle hatte er auch in dem Filmklassiker Urteil von Nürnberg (1961) als Mitrichter von Spencer Tracy, wo seine Figur die Position vertrat, dass ehemalige Nazi-Richter lieber nicht zu hart bestraft werden sollten.
Größere Bekanntheit brachte ihm allerdings erst die Rolle des Sheriffs Roy Coffee, den er zwischen 1960 und 1972 in insgesamt 98 Folgen der Westernserie Bonanza darstellte. Einen Sheriff hatte er bereits zuvor in Billy Wilders zynischem Drama Reporter des Satans (1951) mit Kirk Douglas verkörpert. Im Fernsehen spielte er auch in weiteren wiederkehrenden Rollen den Sheriff Snead in der Serie Disney-Land und die Rolle des Jim Teal in Lassie. Im Gegensatz zu vielen seiner Leinwandfiguren wurde Teal immer wieder als erfreulicher und umgänglicher Kollege beschrieben.
Seine letzte Rolle übernahm er 1974 als Richter in dem Fernsehfilm The Hanged Man, zwei Jahre später starb er im Alter von 74 Jahren. Er war mit Louise Laraway Teal (1900–1998) verheiratet und wurde auf dem Holy Cross Cemetery in Culver City bestattet.

## Filmografie (Auswahl)
- 1937: Sweetheart of the Navy
- 1937: Radio Patrol
- 1937: Zorros schwarze Peitsche (Zorro Rides Again)
- 1940: Nordwest-Passage (Northwest Passage)
- 1940: Die wunderbare Rettung (Strange Cargo)
- 1940: New Moon
- 1940: Liebling, du hast dich verändert (I Love You Again)
- 1940: Dritter Finger, linke Hand (Third Finger, Left Hand)
- 1940: Fräulein Kitty (Kitty Foyle)
- 1941: Mädchen im Rampenlicht (Ziegfeld Girl)
- 1941: Der letzte Bandit (Billy the Kid)
- 1941: Fluchtweg unbekannt (They Met in Bombay)
- 1941: Sergeant York
- 1941: Ein toller Bursche (Honky Tonk)
- 1941: Sein letztes Kommando (They Died with Their Boots On)
- 1941: Der Schatten des dünnen Mannes (Shadow of the Thin Man)
- 1941: Tödlicher Pakt (Unholy Partners)
- 1942: Die Frau, von der man spricht (Woman of the Year)
- 1942: Schatten am Fenster (Fingers at the Window)
- 1942: Der große Gangster (The Big Shot)
- 1942: Calling Dr. Gillespie
- 1942: Tennessee Johnson
- 1943: Nacht der tausend Sterne (Thousands Cheer)
- 1943: The North Star
- 1943: Gangsterjagd in Brooklyn (Whistling in Brooklyn)
- 1943: Madame Curie
- 1943: Der kleine Engel (Lost Angel)
- 1944: None Shall Escape
- 1944: Main Street Today (Kurzfilm)
- 1944: Pinky und Curly (Once Upon a Time)
- 1944: Badende Venus (Bathing Beauty)
- 1944: Mission im Pazifik (Wing and a Prayer)
- 1944: Secret Command
- 1944: An American Romance
- 1944: Das Korsarenschiff (The Princess and the Pirate)
- 1944: Der dünne Mann kehrt heim (The Thin Man Goes Home)
- 1944: Die Leibköche seiner Majestät (Nothing but Trouble)
- 1944: Hollywood-Kantine (Hollywood Canteen)
- 1945: Urlaub für die Liebe (The Clock)
- 1945: Der Wundermann (Wonder Man)
- 1945: Stahlgewitter (Back to Bataan)
- 1945: Urlaub in Hollywood (Anchors Aweigh)
- 1945: Der Vagabund von Texas (Along Came Jones)
- 1945: Broadway Melodie 1950 (Ziegfeld Follies)
- 1945: A Gun in His Hand (Kurzfilm)
- 1945: Unter schwarzer Flagge (Captain Kidd)
- 1945: Mann ohne Herz (Adventure)
- 1946: Mein Herz gehört dem Rebellen (The Fighting Guardsman)
- 1946: Der Bandit und die Königin (The Bandit of Sherwood Forest)
- 1946: The Harvey Girls
- 1946: Die Ausreißerin (The Runaround)
- 1946: Feuer am Horizont (Canyon Passage)
- 1946: Blonder Lockvogel (Decoy)
- 1946: Die besten Jahre unseres Lebens (The Best Years of Our Lives)
- 1946: Bis die Wolken vorüberzieh’n (Till the Clouds Roll By)
- 1946: Späte Sühne (Dead Reckoning)
- 1947: Michigan Kid
- 1947: Endlos ist die Prärie (The Sea of Grass)
- 1947: Die Farm der Gehetzten (Ramrod)
- 1947: Verfolgt (Pursued)
- 1947: Schmutzige Dollars (Cheyenne)
- 1947: Detektiv mit kleinen Fehlern (My Favorite Brunette)
- 1947: Die lange Nacht (The Long Night)
- 1947: Champagne for Two (Kurzfilm)
- 1947: Ich kann mein Herz nur einmal verschenken (Northwest Outpost)
- 1947: Zelle R 17 (Brute Force)
- 1947: Desert Fury – Liebe gewinnt (Desert Fury)
- 1947: Das tiefe Tal (Deep Valley)
- 1947: Die Unbesiegten (Unconquered)
- 1947: Brennende Grenze (The Fabulous Texan)
- 1947: Der Weg nach Rio (Road to Rio)
- 1947: Anklage: Mord (High Wall)
- 1947: Killer McCoy
- 1948: Blutfehde (The Swordsman)
- 1948: Die schwarze Maske (Black Bart)
- 1948: Ein Mann für Millie (The Mating of Millie)
- 1948: Die Glocken von Coaltown (The Miracle of the Bells)
- 1948: Schwarze Pfeile (The Black Arrow)
- 1948: Rache ohne Gnade (Fury at Furnace Creek)
- 1948: Flucht ohne Ausweg (Raw Deal)
- 1948: Todeszelle Nr. 5 (I Wouldn’t Be in Your Shoes)
- 1948: Achtung! Atomspione! (Walk a Crooked Mile)
- 1948: Nachtclub-Lilly (Road House)
- 1948: Die Schlangengrube (The Snake Pit)
- 1948: Johanna von Orleans (Joan of Arc)
- 1948: Der Todesverächter (Whispering Smith)
- 1948: Der Richter von Colorado (The Man from Colorado)
- 1949: Gefängnis ohne Gitter (Bad Boy)
- 1949: Die Todesreiter von Laredo (Streets of Laredo)
- 1949: It Happens Every Spring
- 1949: Der große Gatsby (The Great Gatsby)
- 1949: Sumpf des Verbrechens (Scene of the Crime)
- 1949: Der Mann, der zu Weihnachten kam (Mr. Soft Touch)
- 1949: Once More, My Darling
- 1949: Samson und Delilah (Samson and Delilah)
- 1949: Blondie Hits the Jackpot
- 1949: Der Schlagerkönig (Oh, You Beautiful Doll)
- 1950: Auf dem Kriegspfad (Davy Crockett, Indian Scout)
- 1950: Die Letzten von Fort Gamble (Ambush)
- 1950: Gefährliche Leidenschaft (Gun Crazy)
- 1950: Verfemt (The Kid from Texas)
- 1950: Asphalt-Dschungel (The Asphalt Jungle)
- 1950: Winchester ’73
- 1950: Die Männer (The Men)
- 1950: Verurteilt (Convicted)
- 1950: Unser eigenes Ich (Our Very Own)
- 1950: Auf des Schicksals Schneide (Edge of Doom)
- 1950: Der Haß ist blind (No Way Out)
- 1950: Das skandalöse Mädchen (The Petty Girl)
- 1950: Unter Einsatz des Lebens (Southside 1-1000)
- 1950–1955: The Lone Ranger (Fernsehserie, 4 Folgen)
- 1951: In Rache vereint (The Great Missouri Raid)
- 1951: Apachenschlacht am schwarzen Berge (Oh! Susanna)
- 1951: Der Revolvermann (The Redhead and the Cowboy)
- 1951: Den Hals in der Schlinge (Along the Great Divide)
- 1951: Burg der Rache (Lorna Doone)
- 1951: Reporter des Satans (Ace in the Hole)
- 1951: Das letzte Fort (Fort Worth)
- 1951: Vergeltung am Teufelssee (The Secret of Convict Lake)
- 1951: Verfolgt (Tomorrow Is Another Day)
- 1951: Am Marterpfahl der Sioux (Warpath)
- 1951: Die Teufelsbrigade (Distant Drums)
- 1952: Gefährten des Grauens (The Wild North)
- 1952: Der König der Wildnis (The Lion and the Horse)
- 1952: Die roten Teufel von Arizona (Flaming Feather)
- 1952: Stadt im Würgegriff (The Captive City)
- 1952: Schrecken der Division (Jumping Jacks)
- 1952: Carrie
- 1952: Die Schönste von Montana (Montana Belle)
- 1952: Der Wendepunkt (The Turning Point)
- 1952: Goldraub in Texas (Hangman’s Knot)
- 1953: Der Wilde (The Wild One)
- 1954: Die siebente Nacht (The Command)
- 1954: Das blonde Glück (Lucky Me)
- 1954: Heißes Pflaster (Rogue Cop)
- 1955: Die Stadt der toten Seelen (Rage at Dawn)
- 1955: Duell mit dem Teufel (The Man from Bitter Ridge)
- 1955: Im Schatten des Galgens (Run for Cover)
- 1955: An einem Tag wie jeder andere (The Desperate Hours)
- 1955: Zwischen zwei Feuern (The Indian Fighter)
- 1955–1961: Alfred Hitchcock präsentiert (Alfred Hitchcock Presents, Fernsehserie, 8 Folgen)
- 1955–1962: Cheyenne (Fernsehserie, 5 Folgen)
- 1956: Horizont in Flammen (The Burning Hills)
- 1956: Gangsterbrut (The Young Guns)
- 1956: Crossroads (Fernsehserie, 6 Folgen)
- 1956–1967: Lassie (Fernsehserie, 13 Folgen)
- 1957: Corky und der Zirkus (Circus Boy, Fernsehserie, Folge 1x16)
- 1957: Das Fort der mutigen Frauen (The Guns of Fort Petticoat)
- 1957: Weint um die Verdammten (Band of Angels)
- 1957: Fahrkarte ins Jenseits (Decision at Sundown)
- 1957: Der große Fremde (The Tall Stranger)
- 1957–1962: Maverick (Fernsehserie, 5 Folgen)
- 1958: Vom Teufel geritten (Saddle the Wind)
- 1958: Rauchende Colts (Gunsmoke, Fernsehserie, Folge 3x37)
- 1958: Duell im Morgengrauen (Gunman’s Walk)
- 1958: Die Augenzeugin (Girl on the Run)
- 1958: Der Texaner (The Texan, Fernsehserie, Folge 1x11)
- 1958–1963: 77 Sunset Strip (Fernsehserie, 3 Folgen)
- 1959: Am Fuß der blauen Berge (Laramie, Fernsehserie, Folge 1x02)
- 1959: Westlich von Santa Fé (The Rifleman, Fernsehserie, Folge 2x06)
- 1959: Bronco (Fernsehserie, 2 Folgen)
- 1959: Gold in Alaska (The Alaskans, Fernsehserie, Folge 1x11)
- 1959: Menschen im Weltraum (Men Into Space, Fernsehserie, Folge 1x13)
- 1960: Das Erbe des Blutes (Home from the Hill)
- 1960: Wer den Wind sät (Inherit the Wind)
- 1960–1971: Walt Disneys bunte Welt (Walt Disney's Wonderful World of Color, Fernsehserie, 14 Folgen)
- 1960–1972: Bonanza (Fernsehserie, 99 Folgen)
- 1961: Die gnadenlosen Vier (Posse from Hell)
- 1961: Der fliegende Pauker (The Absent-Minded Professor)
- 1961: Der Besessene (One-Eyed Jacks)
- 1961: Ada Dallas (Ada)
- 1961: The Real McCoys (Fernsehserie, Folge 5x09)
- 1961: Urteil von Nürnberg (Judgment at Nuremberg)
- 1961: Sprung aus den Wolken (Ripcord, Fernsehserie, Folge 1x11)
- 1961/1963: Tausend Meilen Staub (Rawhide, Fernsehserie, 2 Folgen)
- 1962: Dennis, Geschichten eines Lausbuben (Dennis the Menace, Fernsehserie, Folge 3x19)
- 1962: Das Mädchen Tamiko (A Girl Named Tamiko)
- 1963: Twilight Zone (The Twilight Zone, Fernsehserie, Folge 4x09)
- 1963: Revolverhelden von Wyoming (Cattle King)
- 1963: Auf der Flucht (The Fugitive, Fernsehserie, Folge 1x02)
- 1963: Perry Mason (Fernsehserie, Folge 7x02)
- 1964: Die letzte Kugel trifft (Bullet for a Badman)
- 1964: Gauner gegen Gauner (The Rogues, Fernsehserie, Folge 1x07)
- 1964: Taggart
- 1966: Bezaubernde Jeannie (I Dream of Jeannie, Fernsehserie, Folge 1x23)
- 1966: Green Acres (Fernsehserie, Folge 2x03)
- 1970: Die Glut der Gewalt (The Liberation of L.B. Jones)
- 1970: Chisum
- 1974: The Hanged Man (Fernsehfilm)